# Jens Feddersen
Jens Feddersen (* 30. Januar 1928 in Coburg; † 28. Mai 1996 in Essen) war ein deutscher Journalist und Publizist.
Feddersen, der als „typischer Berliner“ galt, obwohl er in Franken geboren wurde und die meiste Zeit seines Lebens im Ruhrgebiet verbrachte, begann seine journalistische Karriere nach dem Abitur 1946 mit einem Volontariat bei der Ostberliner CDU-Zeitung Neue Zeit. Ein Jahr später wurde die politisch unbequeme Redaktion von der Sowjetischen Besatzungsmacht ausgewechselt und Feddersen ging nach West-Berlin zum Boulevardblatt Der Abend. In den Jahren danach war er als Korrespondent westdeutscher Zeitungen tätig und beteiligte sich am Aufbau des Fernsehens in Berlin. Im Alter von 26 Jahren wurde Feddersen 1954 die Leitung des Ressorts Politik der Neuen Ruhr Zeitung in Essen übertragen. Sieben Jahre später wurde er Chefredakteur und blieb es über 30 Jahre bis 1993.
Feddersen, als unabhängiger Kopf charakterisiert, stieß mit seinen Kommentaren und fundierten Analysen schnell in die Spitzengruppe der prominenten deutschen Journalisten vor. Politische Zielsetzungen sah und vertrat er in der Überwindung der deutschen Spaltung und der Förderung der deutsch-amerikanischen, atlantischen Partnerschaft. Feddersen, der als „kantiger und energischer Redaktionsleiter“ galt, vermied jede Anpassung an den Zeitgeist. Legendär waren seine kleinen Zettel oder Bierdeckel, auf denen er sich unterwegs, ob im Flugzeug oder an der Theke, sofort Stichworte für Themen notierte, die im aktuellen Gespräch waren.
In zahlreichen Fernsehauftritten – er war über viele Jahre hinweg Stammgast bei Werner Höfers Internationalem Frühschoppen – vertrat er engagiert seinen Standpunkt. Als sensationell ging sein Wortgefecht mit dem DDR-Kommentator Karl-Eduard von Schnitzler (Der schwarze Kanal) im niederländischen Fernsehen im Jahr 1972 in die Nachkriegsgeschichte ein. Der spätere Bundespräsident Johannes Rau erinnerte sich mit den Worten daran: „Da war man froh, dass keine Waffen im Raum waren!“ Rau würdigte seinen langjährigen Weggefährten als einen der wenigen Journalisten, „die auch unbequeme Meinungen souverän vertraten“.

## Auszeichnungen
- 1975: Bundesverdienstkreuz 1. Klasse
- 1987: Verdienstorden des Landes Nordrhein-Westfalen
- 1989: Georg-Schulhoff-Preis der Düsseldorfer Handwerkskammer
- 1991: Goldenes Ehrenzeichen von Österreich[1]
- 1992: Konrad-Adenauer-Preis der Deutschland-Stiftung
- 1993: Ehrennadel des Westdeutschen Handwerkskammertags